# Satanic Panic
Satanic Panic is een Amerikaanse komische horrorfilm uit 2019, geregisseerd door Chelsea Stardust. De film ging 31 mei 2019 in première op het Overlook Film Festival.

## Verhaal
Samantha "Sam" Craft is een 22-jarige vrouw die pas genezen is van kanker en haar geld verdient met het bezorgen van pizza's. Met dit baantje verdient ze weinig geld en moet ze het hebben van de fooien die ze krijgt. Als Sam na een hele dag amper fooi heeft ontvangen is ze blij als ze een bezorging moet brengen bij klanten die in een rijken buurt wonen, ze hoopt hier op een grote fooi te verwachten.
Echter wanneer Sam geen fooi krijgt is ze gefrustreerd en stormt ze het landhuis binnen om een fooi te eisen. Binnen onderbreekt ze echter per ongeluk de geheime bijeenkomst van een satanische dienst onder leiding van Danica Ross. Deze bijeenkomst heeft het doel om demon Baphomet op te roepen; hier hebben ze echter ook iemand nodig die nog maagd is. De mensen van de bijeenkomst komen erachter dat Sam nog maagd is en besluiten haar te gebruiken om de demon op te roepen. Sam weet echter uit het landhuis te ontsnappen en slaat op de vlucht voor de groep die Sam probeert in hun handen te krijgen.

## Rolverdeling
- Hayley Griffith als Samantha "Sam" Craft
- Rebecca Romijn als Danica Ross
- Jerry O'Connell als Samuel Ross
- Ruby Modine als Judi Ross
- Jordan Ladd als Kim Larson
- Arden Myrin als Gypsy Neumieir
- Whitney Moore als Michelle Larson
- Jeff Daniel Phillips als Steve Larson
- Michael Polish als Gary Neumieir
- Hannah Stocking als Kristen Larson
- AJ Bowen als Duncan Havermyer
- Skeeta Jenkins als Mr. Styles

## Achtergrond
De opnames van de film vonden plaats van oktober tot november 2018 in Dallas, Texas.
Satanic Panic werd uitgebracht op 31 mei 2019 en werd door het publiek gemengd ontvangen. Op Rotten Tomatoes heeft de film een score van 63% op basis van 62 beoordelingen. Metacritic komt op een score van 51/100, gebaseerd op 7 beoordelingen.